# 黑褐新箭雀鯛
黑褐新箭雀鯛，又稱黑褐副雀鯛、擬黑雀鯛，俗名為厚殼仔、金燕子，為輻鰭魚綱鱸形目隆頭魚亞目雀鯛科的其中一種。

## 分布
本魚分布於印度西太平洋區 ，包括安達曼海、台灣、日本、越南、馬來西亞、菲律賓、印尼、新幾內亞、帛琉、密克羅尼西亞、馬紹爾群島、馬里亞納群島、索羅門群島、斐濟群島、萬那杜、澳洲北部等海域。

## 深度
水深2至23公尺。

## 特徵
本魚體呈橢圓形而側扁，幼魚時體色鮮黃色，有二條黑色縱帶；一條由吻端經體背道背鰭末端基底，另一條自眼部起晶體側達尾鰭基部中央；成魚則體呈棕色，尾鰭顏色較淡，吻短而略尖。眼中大，上側位。口小，上頜骨末端不及眼前緣；齒兩列。眶下骨被鱗，後緣則平滑；前鰓蓋骨後緣亦平滑。尾鰭深分叉，上下葉末端尖；背鰭及臀鰭鰭條部中央的鰭條延長，使其鰭條部末端尖如矢狀。腹鰭的鰭條亦略延長。背鰭鰭棘部外緣略帶藍色；胸鰭基部上有一小黑斑。背鰭硬棘13枚、背鰭軟條14至16枚、臀鰭硬棘2枚、臀鰭軟條13至15枚。體長可達13公分。

## 生態
本魚棲息在珊瑚礁密生的礁湖或向海斜坡上，大多獨自行動，具有領域性，屬雜食性，以攝食藻類、甲殼類等為生。

## 經濟利用
幼魚及成魚均可作為觀賞魚。很少人食用。

## 水族飼養
它可能会追赶相同大小或比它细小的温顺鱼类，所以，混养的鱼类最好是与它有相约侵略性和领域意识的魚，令相方互相制衡。
如果混养了比它更凶恶的鱼类，它有可能会经常退入石礁里。